# Misaki (Osaka)
Misaki (岬町 Misaki-chō?) es un pueblo localizado en la prefectura de Osaka, Japón. En agosto de 2019 tenía una población estimada de 15.113 habitantes y una densidad de población de 307 personas por km². Su área total es de 49,18 km².

## Geografía

### Localidades circundantes
- Prefectura de Osaka
  - Hannan
- Prefectura de Wakayama
  - Wakayama

## Demografía
Según datos del censo japonés, la población de Misaki ha disminuido en los últimos años.
| Año del censo | Población |
| ------------- | --------- |
| 1995          | 20.812    |
| 2000          | 19.789    |
| 2005          | 18.504    |
| 2010          | 17.504    |
| 2015          | 15.938    |